# Wrubliwci
Wrubliwci (ukr. Врублівці, pol. hist. Wróblowce) – wieś na Ukrainie, w obwodzie chmielnickim, w rejonie kamienieckim.
W czasach Rzeczypospolitej wieś leżała w województwie podolskim. Odpadła od Polski w wyniku II rozbioru.